# Касано Спинола
Каса̀но Спино̀ла (на италиански: Cassano Spinola; на пиемонтски: Cassan, Касан) е село и община в Северна Италия, провинция Алесандрия, регион Пиемонт. Разположено е на 191 m надморска височина. Населението на общината е 1852 души (към 2010 г.).